# 영국의 오버로드 작전 기간 병참

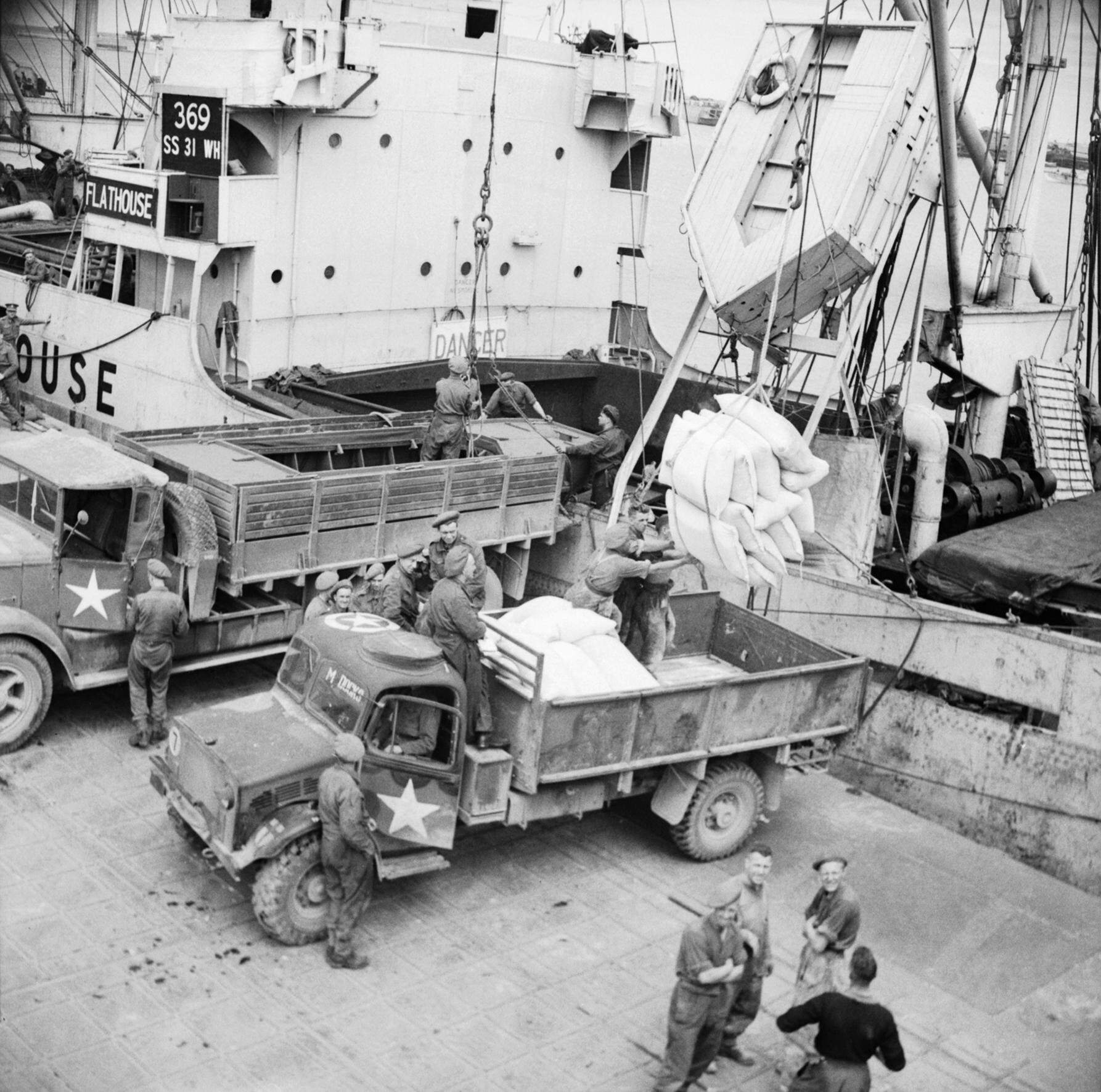
1944년 7월 멀베리 B 인공 항구에 하역되는 보급품들.

영국의 병참은 1944년 6월 프랑스에서 개시된 오버로드 작전에서 매우 중요한 역할을 했다. 오버로드 작전의 목표는 후속 작전을 위해 유럽 본토에 교두보를 마련하는 것이었다. 연합군은 독일군의 초기 저항을 극복하기 위해 독일군보다 충분히 더 많은 병력을 상륙시켜야 했고, 독일군이 대응하기 이전에 빠르게 교두보를 확장시켜야 했다. 영국-캐나다 연합군인 제21집단군은 영국 제2군과 제1캐나다군으로 구성되었다. 두 군단은 폴란드 제1기갑사단을 비롯한 6개의 기갑사단과 10개의 보병사단, 2개의 공수사단, 9개의 독립기갑여단, 2개의 코만도 여단을 보유하고 있었다. 병참부대는 6개의 지원부대 본부와 25개의 본부 지원 창고, 83개의 세부 사항 창고(DID), 25개의 야전 제빵소, 14개의 야전 도축소, 그리고 18개의 항구 배속부대로 구성되었다. 제21집단군은 해안과 특수 목적을 위해 지어진 멀베리 항구를 통해 지원을 받았다.
1944년 6월 6일 영국군과 캐나다군이 노르망디에 상륙한 이후 첫 주 동안 영국-캐나다 연합군의 진격은 예상보다 느렸고 교두보 역시 초기 계획보다 훨씬 작았다. 그러나 짧은 보급선은 예비 보급품을 축적할 기회를 제공했다. 2개의 보급로가 만들어졌는데, 군 제1보급로는 제1군단을 위한 것이었고 군 제2보급로는 제30군단을 위한 것이었다. 제1군단과 제30군단 모두 보급로가 건설될 당시 해안에 주둔하고 있었다. 1944년 6월 21일 제1캐나다군이 영국 제1군단을 휘하 편제로 둔 이후부터, 군 제1보급로의 통제권도 제1캐나다군에 이양되었다. 군 제2보급로에 속한 지역은 이후 제21군집단의 후방 유지 지역의 핵심이 되었다. 1944년 7월 26일까지 병력 675,000명과 차량 150,000대, 690,000톤의 보급품과 69,000톤의 석유가 제21군집단에 제공되었다. 탄약 소비가 상당하였는데, 오드넌스 QF 25파운더의 경우 일일 탄약 배당량 대비 8%를 더 많이 사용했고 BL 5.5인치 중포는 일일 탄약 배당량 대비 24%를 더 사용했다. 이에 따라 우선적으로 탄약이 보급되었고, 석유와 정유, 윤활유 등은 탄약 제공을 위해 보급량이 감축되었다.
1944년 7월 25일 미국 제1군이 돌파 작전인 코브라 작전을 개시했으며, 동시에 영국-캐나다 연합군도 7월 25일부터 8월 21일까지 스프링 작전, 블루코트 작전, 트랙터블 작전을 통해 독일군을 센강 자역으로 몰아내는데 성공했다. 1944년 8월 26일 제21군집단은 벨기에 안트베르펜을 점령하라는 명령을 고시했다. 제21군집단 예하 부대는 빠르게 진격하여 1944년 8월 센강에 도달했고, 1944년 9월 3일 영국 근위기갑사단은 벨기에의 수도 브뤼셀을 점령했고, 제11기갑사단은 1944년 9월 4일 안트베르펜을 점령하였다. 작전이 예상보다 너무 빠르게 진행되었고, 후방연락선은 보급에 차질을 줄 정도로 길어졌으며, 독일군의 저항이 거세짐에 따라 연합군의 진격은 정체되었다. 1944년 9월 중순 연합군은 프랑스와 벨기에 대부분을 탈환했다. 제21군집단의 작전이 성공한 요인에는 병참이 포함되며, 제21군집단의 병참 작전 덕분에 군집단의 작전 지휘관들은 적극적인 유동성과 엄청난 작전 능력을 발휘할 수 있었다.

## 배경

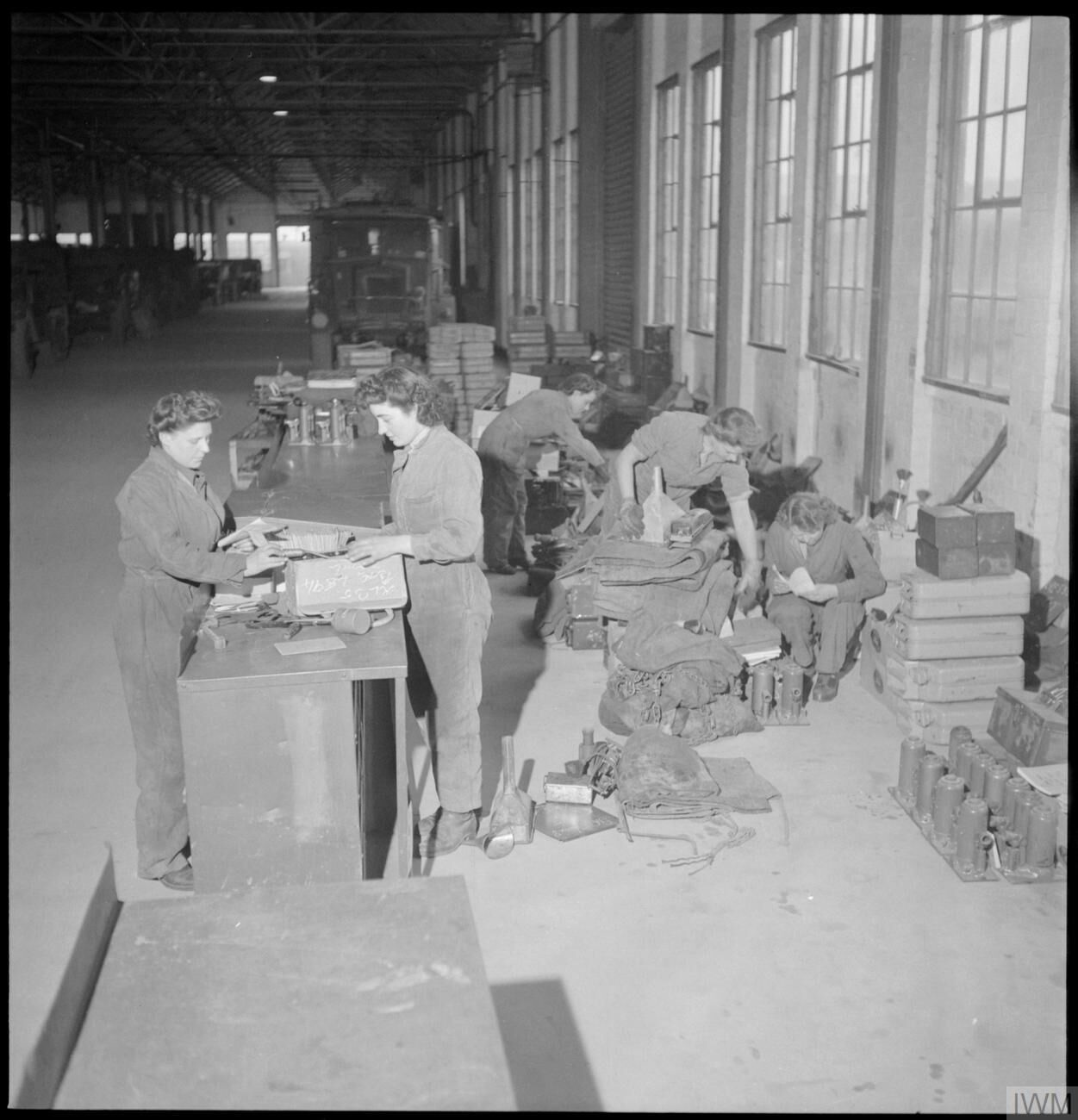
예비영토방위대 소속 영국 여성들이 영국 왕립육군 군수군단 무기고에서 오버로드 작전을 준비하고 있다.

전간기에 영국 육군은 인력을 기계로 대체하는 교리를 개발했다. 이를 통해 전장에 기동성을 회복하고 제1차 세계 대전의 막대한 인명 피해를 피할 수 있기를 기대했다. 육군은 작전의 속도를 높이기 위해 자동차 운송과 기계화를 받아들였다. 1934년에는 보병과 포병의 전면적인 기계화가 명령되었고, 1938년까지 영국 육군은 1914년 제1차 세계 대전 직전의 28,700마리와 비교해 5,200마리의 말만 보유하게 되었다. 제2차 세계 대전에서 육군은 철도 종착역과 사단 보급소 사이의 보급품을 이동시키기 위해 전적으로 자동차 운송에 의존했다.
1940년 6월 독일이 프랑스를 점령한 것은 프랑스 전투에서 독일이 승리한 이후였다. 패배의 중요한 요인은 영국 원정군의 병참 체계가 독일의 신속한 진격에 너무 느리게 대응한 것이었다. 그 결과, 영국군이 프랑스를 침공하고 해방할 가능성은 희박해졌으며, 영국 육군은 영국해협을 건너 공격을 가하는 대신 방어에 집중했다. 1940년 6월 19일, 제국참모총장(CIGS)인 존 딜 경 장군은 국내 방어에 필요하지 않은 모든 통신 부대를 해체하고 추가 부대를 창설하지 말 것을 명령했다. 영국이 침공당할 경우, 국내군은 운송, 통신 및 유지보수를 위해 민간 자원에 의존할 계획이었다. 1941년 3월, 전쟁 내각은 육군이 최대 규모에 도달했다고 결정했다. 이후 병력 "상한선"이 약간 상향 조정되었지만, 이는 더 많은 병참 부대를 창설하려면 다른 부대를 전환해야 한다는 것을 의미했다.
이 시기까지 국내군 사단은 25,000명의 사단 슬라이스(사단 인원과 군단 및 군 수준의 지원 작전 및 병참 부대 포함)를 보유하고 있었지만, 해외 작전에는 36,500에서 39,000명이 필요했다. 1941년 6월 독일이 소련을 침공하면서 독일군이 서부 전선에서 분산되었고, 1941년 12월 일본 제국의 진주만 공격은 즉각적으로 독일과의 전쟁에서 병력을 분산시키는 효과를 가져왔지만, 미국을 전쟁에 참여하게 하여 장기적으로 막대한 자원을 기대할 수 있게 했다. 이는 프랑스 침공을 위한 현실적인 계획을 가능하게 했다. 1942년 5월 전쟁성 참모진이 프랑스 공격을 위한 작전인 '슬레지해머 작전'을 연구한 결과, 6개 사단의 원정군이 영국 내 모든 병참 부대를 필요로 한다는 것이 밝혀졌지만, 1942년 12월 18일까지 1943년 독일의 영국 침공 가능성이 매우 낮다는 최종 결정이 내려지지 않았고, 프랑스 침공을 위한 영국 내 군대 재편이 시작될 수 있었다.
작전 슬레지해머(Operation Sledgehammer)는 1943년 프랑스 침공 계획인 작전 라운드업(Operation Roundup)으로 대체되었다. 1943년 1월, 본토 방위군 총사령관 버나드 파젯(Bernard Paget) 대장은 1943년 8월까지 영국 11개 사단과 캐나다 5개 사단으로 구성된 원정군을 구성할 수 있을 것으로 추정했지만, 자원이 지중해 전역으로 분산되면서 8월까지는 5개 사단을 지원할 수 있는 물류 부대만 충분히 확보되었고, 전체 병력은 1944년 4월까지 완성되지 않을 것이었다. 1943년 11월까지 프랑스를 위해 배정된 병력은 영국과 캐나다 12개 사단으로 감소했으나, 윈스턴 처칠(Winston Churchill) 총리는 미국이 15개 사단을 기여하고 있으므로 이에 맞추어야 한다고 생각했고 이에 따라서 지중해에서 3개 사단을 철수시다.
영국 육군의 행정 교리는 서부 사막 전역에서 연마되었으며, 이곳에서 교훈을 얻고 행정 직원과 물류 부대가 시행착오를 통해 효과적인 절차를 개발했다. 온대 기후와 잘 발달된 도로 및 철도 인프라가 있는 유럽에서의 전투를 기반으로 한 교리는 폐기되었고, 야전 정비 센터(FMC)와 같은 새로운 조직 및 물류 구조가 개발되었다. 1944년까지 영국 육군의 물류 분야 기술은 높은 효율성 상태에 도달했으며, 무기 대여법을 통한 미국의 지원으로 막대한 양의 물자가 제공되었다. 기계화와 압도적인 화력은 육군의 물류 인프라에 많은 요구를 했지만, 다행히도 영국 육군은 200년 동안 본국에서 멀리 떨어진 곳에서 전투를 벌인 경험이 있었다.

## 계획
영국해협을 건너는 침공 계획은 연합군 최고사령관 참모장(COSSAC)으로 지정된 참모진이 작성하고, 1943년 8월 퀘벡 회의에서 승인받았다. 이 계획은 오버로드 작전으로 불렸다. COSSAC는 독일이 갑작스럽게 붕괴할 경우를 대비한 비상 계획인 랭킨 작전(Operation Rankin)도 계승하고 발전시켰다. 본토 방위군 본부는 1943년 5월에 원정 본부인 제21집단군을 만들기 위해 두 개로 나뉘었다. 1944년 1월부터 영국 제2군과 캐나다 제1군으로 구성된 집단군은 버나드 몽고메리 장군이 지휘했다. 이 두 군은 여섯 개의 기갑사단(폴란드 제1기갑사단 포함), 열 개의 보병사단, 두 개의 공수사단, 아홉 개의 독립 기갑여단, 두 개의 코만도 여단으로 이루어졌다. 여러 나라의 병력들이 포함되었지만, 물류 지원은 영국이 담당했다. 캐나다군은 캐나다 제1군 내부에 존재하는 물류 조직 외에는 별도의 공급 조직이 거의 없었다. 대부분의 캐나다군의 필요 물자는 영국으로부터 공급받았다.
제21집단군의 영국 및 캐나다 구성 요소의 총 병력은 약 849,000명으로, 이 중 695,000명은 영국 육군, 107,000명은 캐나다 육군, 47,000명은 영국 왕립 공군(RAF) 및 캐나다 왕립 공군(RCAF) 소속이었다. 제21집단의 영국군 중 56%는 포병, 보병, 기갑, 공병 및 통신 등 전투 및 전투 지원 부대에 속해 있었다. 44%는 왕립 육군 보급대(RASC) 15%, 개척대 10%, 왕립 전자기계공병대(REME) 5%, 왕립 육군 의료대(RAMC), 왕립 육군 치과대 및 알렉산드라 여왕의 제국 군사 간호 서비스(QAIMNS) 4%, 왕립 육군 병기대(RAOC) 및 군사 경찰대(CMP) 등의 기타 부대 10%로 구성된 서비스 부대에 속해 있었다.

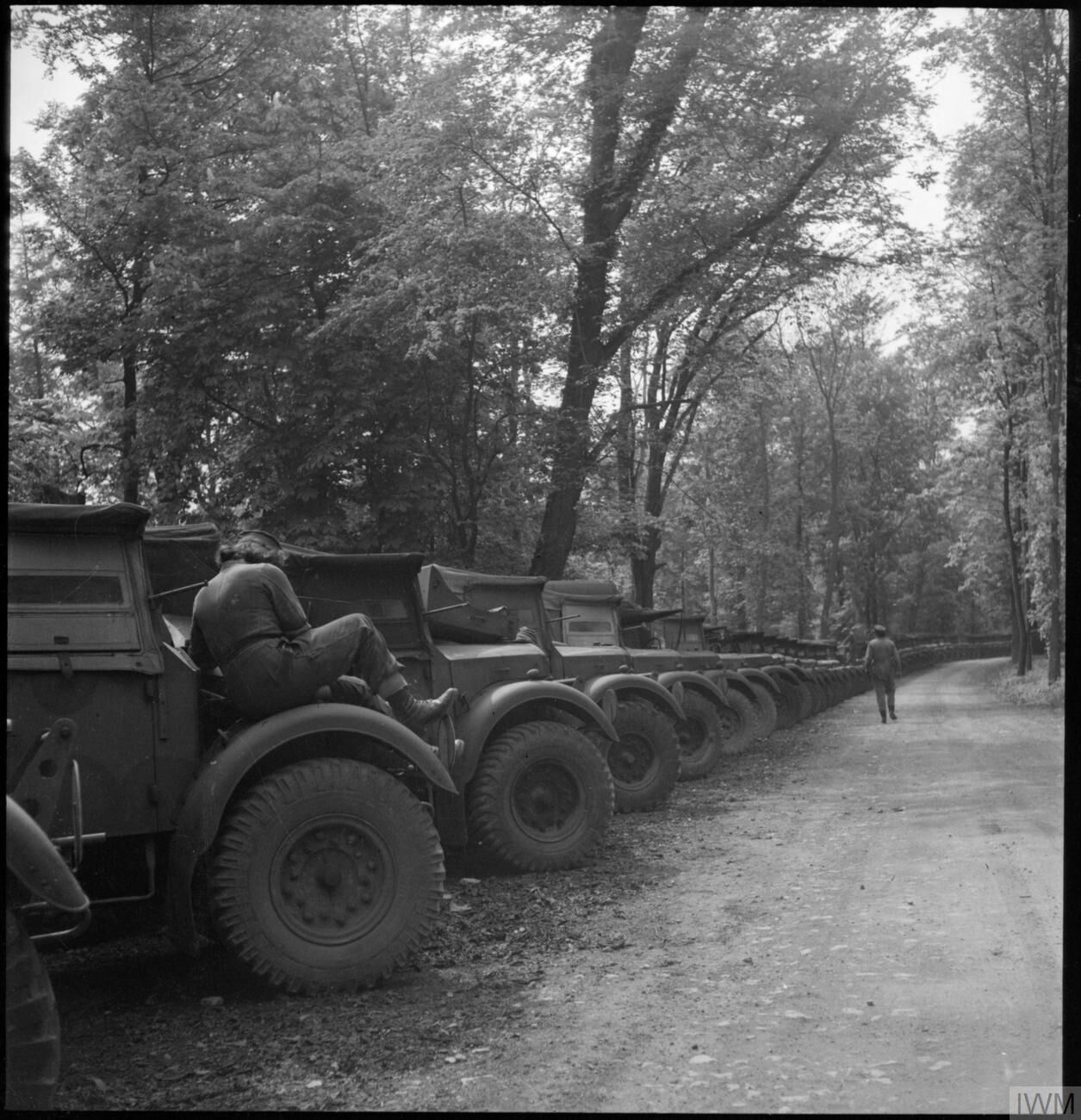
오버로드 작전을 준비하기 위해 나무가 있는 길을 따라 군 트럭이 대기 중이다.

1944년 4월, 영국 육군의 보급 및 수송 대부분을 담당하는 왕립 육군 보급단(RASC)은 필요 인원보다 약 15,000명이 부족했다. 이 수치를 메우기 위해 약 9,000명이 대공 부대에서, 1,000명이 본토 방위군에서, 1,000명이 중동 지역의 부대에서 전출되었다. 그 결과 5월 말에는 여전히 4,000명이 부족했으나 이를 수용할 수밖에 없었다. 해변 작업을 위한 부대들은 연합 작전 훈련 센터에서 추가 훈련을 받았다. 11개의 일반 수송 중대는 DUKW로 장비되었으며 웨일즈 토우인의 왕립 육군 보급단 상륙 훈련 센터에서 훈련을 받았다. 물류 부대에는 6개의 보급 부대 본부, 25개의 기지 보급 창고(BSD), 83개의 세부 발급 창고(DID), 25개의 야전 제빵소, 14개의 야전 정육소, 18개의 항구 분견대가 포함되었다. 이는 지중해에서 예상보다 적은 물류 부대가 귀환했기 때문에 계획보다 적은 수였다.
미국 제1군은 노르망디 상륙 작전 단계에서 제21집단군에 배속되었으며, 미국 육군은 별도의 보급 조직을 유지했지만, 미국 준장이 제21집단군의 행정총감(MGA)의 부관으로 임명되었다. 또한 미국 G-1 및 G-4 부서의 대표들이 제21군 집단의 대응 부서인 A 및 Q 참모에 배속되었다. MGA인 마일스 그레이엄 소장은 세 명의 주요 부하를 두고 있었다. 계획 및 유지 보수를 담당하는 부관급 군수총감(DQMG)인 랜들 필든 준장, 이동 및 수송을 담당하는 DQMG인 L. L. H. 맥킬롭 준장, 인사 및 행정 서비스를 담당하는 부관급 인사총감(DAG)인 시릴 로이드 준장이 그들이다.
계획에 따르면, D+3일(즉, D-데이 3일 후)까지 병사들에게는 4일 분의 탄약, 모든 차량에 80km 분량의 연료, 2일 분의 보급품이 제공될 예정이었으며, D+41일까지는 모든 물자의 2주분 예비품을 점진적으로 증가시킬 계획이었다. 초기에는 부상자들을 상륙함이나 소형 병원선으로 영국으로 후송할 예정이었다. 일단 해안에 병원이 설치되면, 치료에 7일 이상이 필요한 부상자만 영국으로 되돌아가게 될 예정이었다. 이는 대륙에 더 많은 병원이 설치됨에 따라 나중에 증가할 예정이었다. 부상자 수는 참모부 차장 존 에벳츠 소장이 고안한 '에벳츠 비율'로 알려진 전쟁부 표에 따라 예측되었다. 계획 목적상, D-데이의 부상자는 매우 높은 ("이중 집중") 비율로 가정되었다. 실제로는 그렇지 않았다. 특별한 특징으로는 해변 보급 창고에 "생존자 키트"가 제공된다는 점이 있었다. 이는 배나 상륙정의 침몰로 인해 모든 장비를 잃어버린 개인에게 지급할 수 있는 완전한 병사 장비와 의류가 담긴 가방이었다. 전쟁 포로(POW)는 영국의 수용소로 후송될 예정이었다.

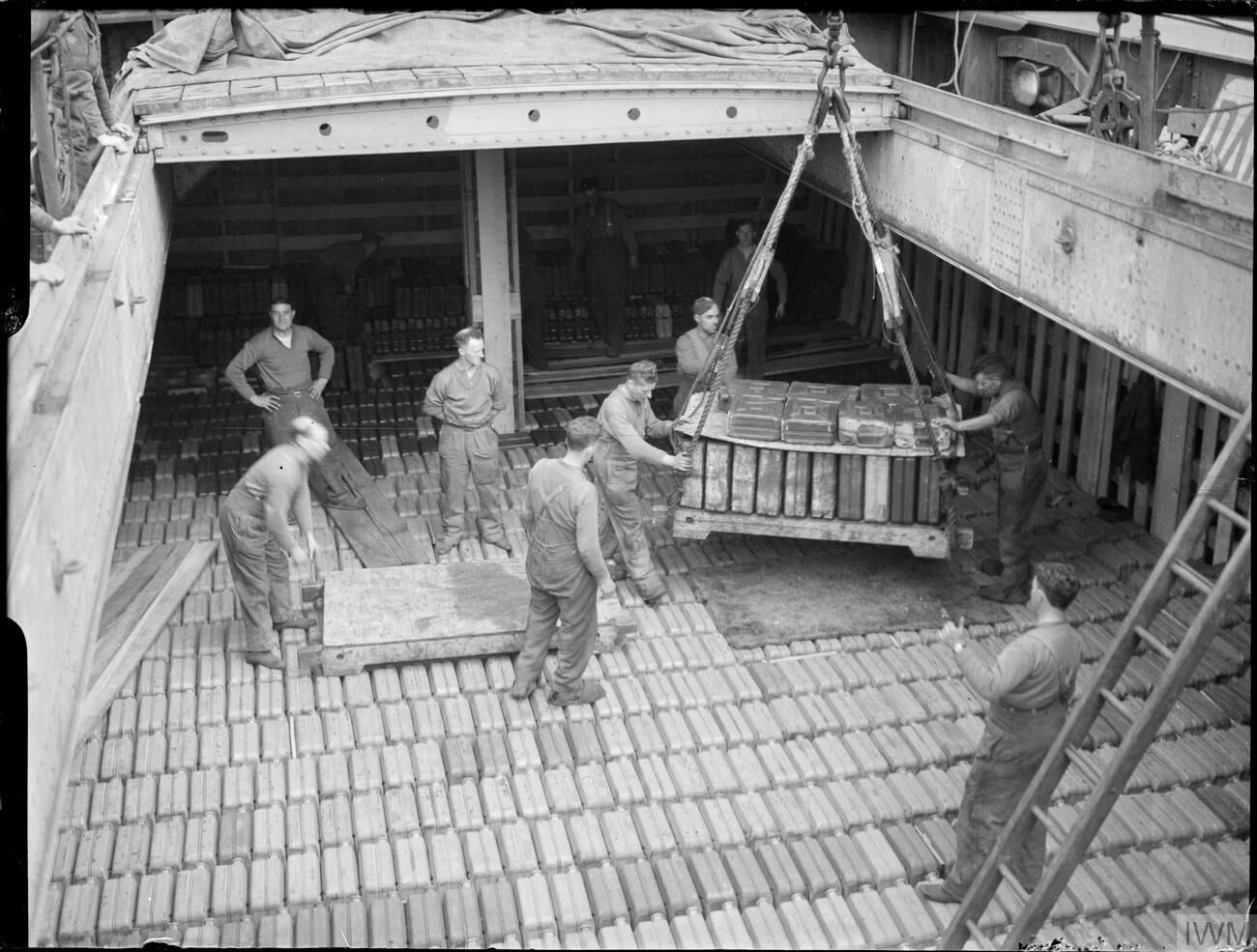
석유를 실은 제리캔들이 크레인에 실려 선박의 저장고에 보관되고 있다.

두 개의 중요한 조정 기구가 만들어졌다. 1944년 4월 20일, 병력과 차량의 증강을 조절하고 가용 선박에 대한 우선순위를 할당하는 책임을 가진 증강 통제 조직(Build-Up Control Organisation, BUCO)이 연합 작전 본부에서 형성되었다(비록 연합 작전 본부의 일부는 아니었다). 상륙 작전의 최종 계획이 수립되면, 모든 추가 변경 사항은 BUCO에 의해 시행되어야 했다. 이동 통제 조직(Movement Control, MOVCO)은 부대가 탑승할 해안 지역과 항구로의 이동을 담당했다. BUCO와 마찬가지로, MOVCO는 미국과 영국 구역에 대해 별도의 직원을 두고 독립적으로 운영되었다. 또한, 적재 항구에서 선박의 회전을 통제하는 회전 통제 조직(Turnaround Control Organisation, TURCO), 손상된 선박과 상륙정의 수리를 담당하는 연합 작전 수리 조직(Combined Operations Repair Organisation, COREP), 그리고 예인선 함대를 관리하는 연합 예인선 조직(Combined Tugboat Organisation, COTUG)도 있었다.
오버로드 작전의 목표는 유럽 본토에 추가 작전을 수행할 수 있는 교두보를 확보하는 것이었다. 교두보 지역은 충분히 넓어야 하며, 26개에서 30개 사단을 유지할 수 있는 충분한 항구 시설을 가져야 했으며, 추가 사단은 매달 3개에서 5개씩 도착해야 했다. 연합군은 초기 저항을 극복할 수 있는 충분한 공격 병력을 상륙시키고, 독일군의 대응 속도보다 빠르게 병력을 증강해야 했다. 작계획은 노르망디 상륙과 남쪽으로의 진격, 브르타뉴의 항구들을 점령한 후 동쪽으로 전환하여 센강을 건너는 것을 포함했다. 행정 계획 목적상, 브레턴과 루아르 항구는 D+40일까지 점령되고 센강은 D+90까지 도달할 것으로 가정되었다. 몽고메리는 캠페인이 계획대로 전개될 것이라고 기대하지 않았으며, 일정에 얽매이지 않았다. 그는 5월 8일에 "작전이 이러한 방식으로 전개될지 여부는 물론 현재 정확히 예측할 수 없는 우리와 적의 상황에 달려 있다"고 언급했다. 공격은 24시간 연기되어야 했지만, 이를 포함하여 48시간 연기를 다루는 비상 계획이 마련되어 있었다.

## 공격

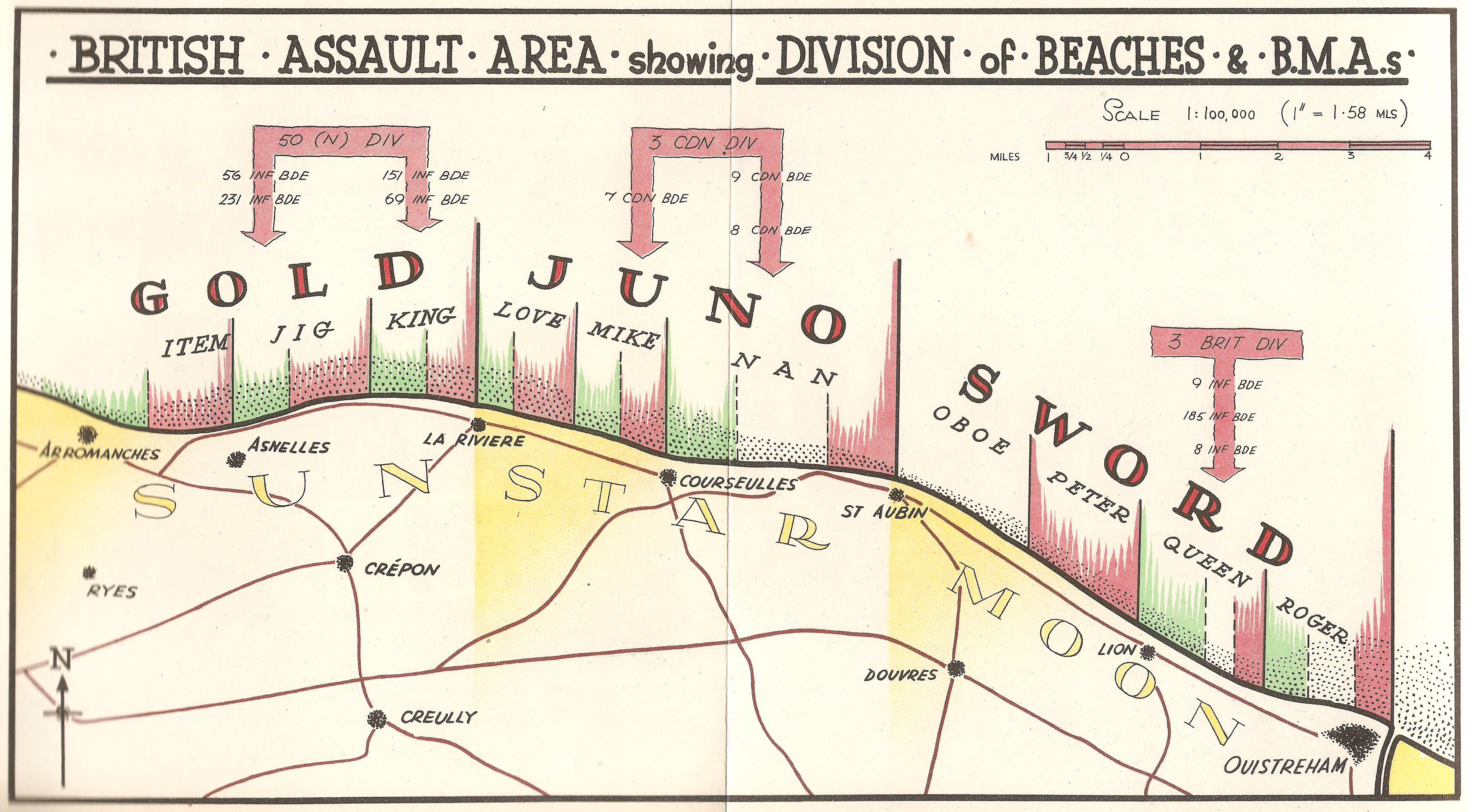
노르망디 상륙 당시 영국군의 해안 공격도.

1944년 6월 6일 D-데이 상륙은 성공적이었다. 필립 비안 부제독의 동부 해군 기동부대는 영국과 캐나다 군대를 지원하기 위해 약 2,426척의 상륙함과 상륙정을 사용했으며, 여기에는 보병상륙함(LSI) 37척, 도크 상륙함(LSD) 3척, 보병 상륙정(LCI) 155척, 전차상륙함(LST) 130척 및 전차상륙정(LCT) 487척이 포함되었다. 일부 지역에서는 전투가 치열했지만, 예상만큼 심각하지는 않았다.
해변의 경사는 가파르지 않았으며, 경사도는 1:100에서 1:250까지 다양했고, 조수 간만의 차는 약 6미터였다. 상륙정이 썰물 때에 차량을 내리거나 썰물 동안 해변에 접근하기는 어려웠다. 이는 만조가 아닐 때는 상륙정과 전차상륙함이 해변에 정박해야 함을 의미했다. 상륙정이 물자를 내리기 위해 방파제가 건설되었다. 물자를 실은 배들은 해안에서 최대 8km까지 닻을 내려야 했으며, 이는 DUKW 및 기타 선박의 하역 시간을 길게 만들었다.
골드 해변은 제50(노섬브리안)보병사단와 함께 상륙한 제104 해변 하위 지역의 목표였다. 킹 해변은 제9 해변집단군이 할 예정이었으나, 이곳의 토탄과 연질 점토가 너무 부드럽다는 것이 발견되어, 인원 상륙을 위한 부교 방파제를 제외하고 해변은 버려졌다. 해변의 상륙 지역은 레드와 그린 상륙 지대로 나뉘었다. LCT 상륙 지점은 러브 그린 해변에 설치되었다. 같은 이유로 D+1일에 프레스턴 존 허먼 소령이 지휘하는 536 DUKW 중대 RASC가 러브 그린, 라 리비에르 근처와 크레폰의 내륙 임시집적소에 자리잡았으며, 이들은 D-데이에 킹 레드 해변에 일찍 상륙했다. 아이템 레드와 직 그린 해변은 계획대로 제10비치 그룹이 개발했다. 주요 보급품 적재지는 6월 8일까지 물자를 받을 준비가 되지 않았으므로, 그동안 보급품은 해변 근처의 임시 집적지에 축적되었다.

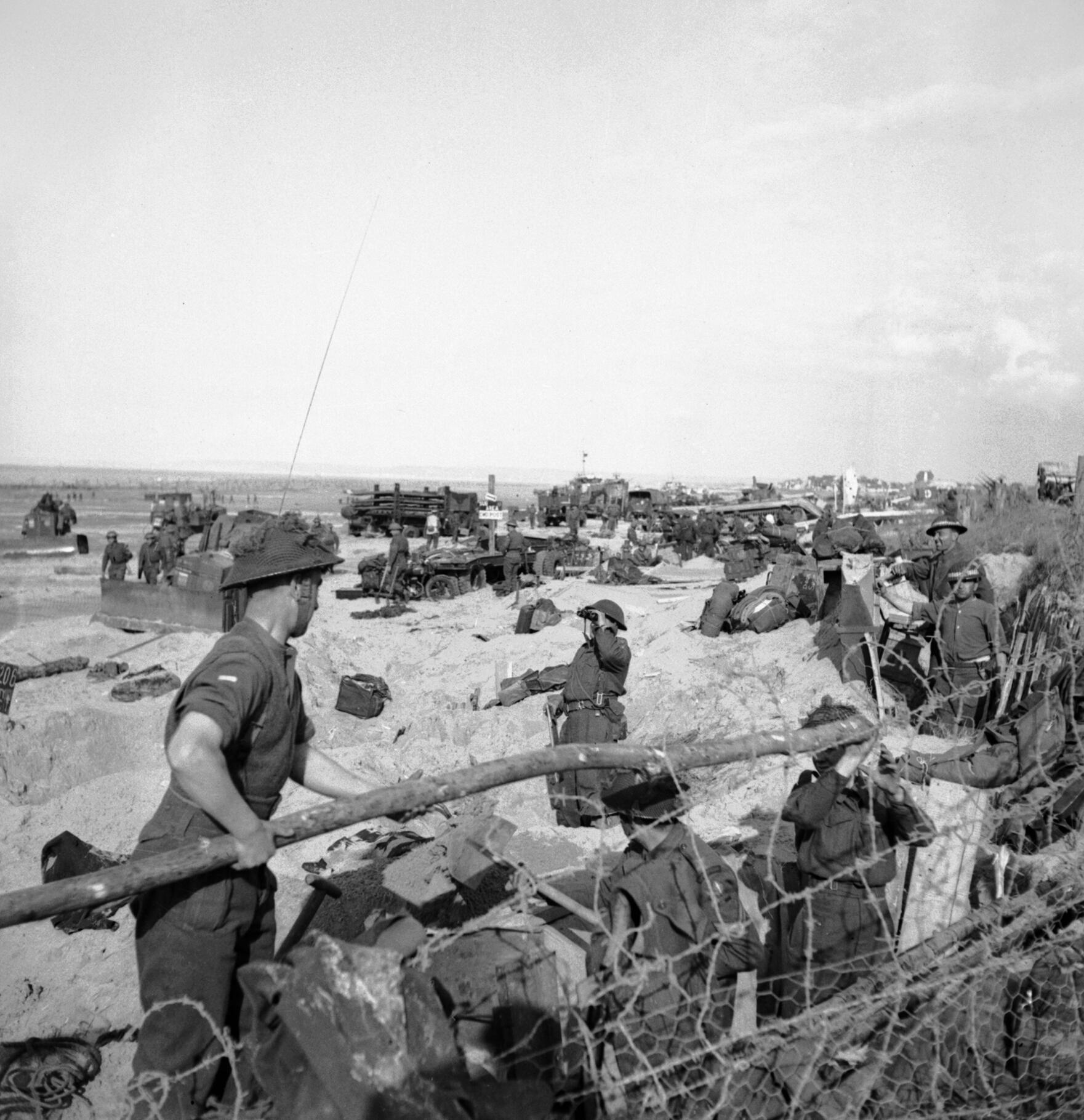
1944년 6월 6일 노르망디 소드 해변에 상륙한 영국 육군 및 비치 그룹.

제3캐나다사단의 담당 구역인 제102해변 하위 구역 소속의 주노 해변 상륙은 거친 바다로 인해 지연되었으며, 제7 비치 그룹의 마이크 비치 개발은 보쉬르오르에서 발사된 포격으로 지연되었다. 그곳의 독일군 요새는 6월 8일에 장갑 지원을 받은 제7비치 그룹이 소탕했다. 악천후로 인해 6월 6일 D-데이에 영국에서 출발한 4척의 연안 운송선의 도착이 지연되었고, 6월 7일에는 추가로 7척의 도착이 지연되었다. 그러나 D-데이에 연합군은 코르쇨쉬르메르의 작은 항구 온전하게 점령해서 하루에 1,000톤을 하역할 수 있었으나, 연안 운송선에는 적합하지 않아 6월 10일에 버려졌다.
제101 해변 하위 지역이었던 소드 해변에는 영국 제3사단, 제5비치 그룹과 그 공격 여단, 제6비치 그룹과 그 후속 여단이 상륙했다. 4척의 LCT는 각각 200톤의 우선순위 물자를 실고 해변에 상륙하여 해변 근처의 임시 적재지에 신속히 하역했다. 이들은 D-데이 당일에만 사용될 예정이었으나, 예정된 해변 유지 지역이 점령되지 않아 6월 9일까지 물자를 받을 준비가 되지 않았다.
비록 D-데이에 온전하게 점령되었지만, 작은 항구인 위스트르함은 캉 주변에 주둔한 독일군의 포격으로 인해 사용할 수 없었다. E보트의 공격이 있었고, 6월 8일 독일군 공습으로 인해 해변 유지 지역에서 45만 리터의 휘발유와 410톤의 탄약이 파괴되었다. 이에 따라 대체 물자가 최우선순위로 주문되었다. 독일군의 방해로 인해 제101 해변 하위 지역은 가장 낮은 물자 수령률을 기록했고, 소드 해변은 7월 12일에 폐쇄되었다. 위스트르함에서의 소해 작업은 8월 21일까지 시작되지 않았고, 9월 3일까지 선박 운항이 재개되지 않았다.

## 집결
바이외는 6월 7일에 점령되었지만, 교두보 지역은 예상보다 작았고 독일군의 결연한 저항에 직면했다. 6월 16일부터 30일까지 영국 제2군은 캉을 점령하기 위해 일련의 작전을 수행했으나, 캉은 여전히 독일군의 손에 있었다. 결국, 7월 7일에 영국 공군 폭격기 사령부의 중폭격기 420대의 폭격 이후, 7월 9일에 카엉이 점령되었다. 7월 18일에 굿우드 작전이 시작되었고, 영국 및 캐나다군을 저지하기 위해 거의 모든 독일군 기갑부대가 오른강 동쪽에 집중되면서 미군 구역에서 성공적인 진격이 가능해졌다.

### 조직
군단 및 사단 행정 참모들은 1944년 6월 6일에 노르망디에 상륙했다. 제2군 참모들은 다음 날인 6월 7 상륙을 시작하여 6월 11일에 행정 통제를 맡을 수 있게 되었으나, 제한된 교두보 지역 때문에 군단 본부는 해변 주변의 창고와 적재지에 대한 통제를 포기하기를 꺼려했다. 해변 하위 지역 지휘관들은 군단, 군, 그리고 도착할 예정이었던 통신선 제11구역 전부에 책임을 져야 했다. 6월 14일, 교두보 지역의 종심이 13km에서 19km로 확장되고 전선이 80km에 이르자, 제2군은 해변 하위 지역의 지휘를 맡아 오버로드 작전의 공격 단계가 끝났음을 알렸다.

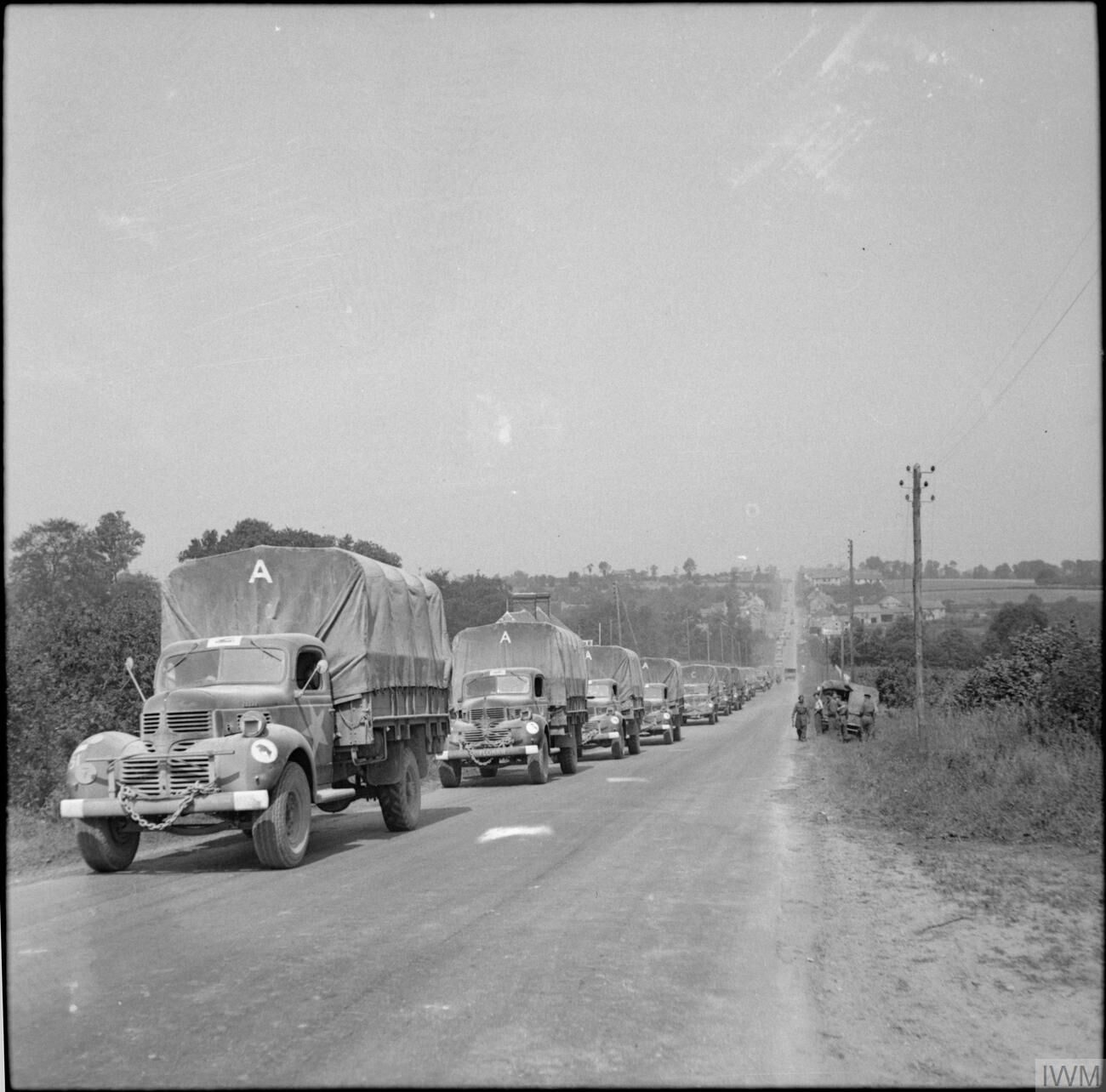
1944년 8월 6일 쥐르크를 통과하는 보급 트럭 수송대.

두 개의 군 도로 기지가 만들어졌다: 제1군 도로 기지는 제1군단을 위해, 제2군 도로 기지는 제30군단을 위해 설치되었다. 6월 21일 캐나다 제1군이 영국 제1군단을 지휘하게 되면서, 제1군 도로 기지도 캐나다 제1군의 통제하에 놓였다. 이후 홀수 번호의 도로 기지는 캐나다 제1군을 지원하고, 짝수 번호의 도로 기지는 영국 제2군을 지원하는 것으로 방침이 정해졌다. 제2군 도로 기지는 제21집단군의 후방유지지역(RMA)의 핵심을 형성했다. 후방유지지역에는 공급 부대의 RASC 사령관이 있었으며, 여기에는 8개의 지원부대 본부, 8개의 세부품목 창고, 13개의 야전 제빵소와 2개의 야전 도축장이 포함되었다. 또한 RASC 사령부 주유소가 있었으며, 이 부대는 28개의 연료 창고와 12개의 이동 연료 충전소를 포함했다. 각 이동 연료 충전소는 하루에 최대 8,000개의 제리캔을 충전할 수 있었다.
FMA는 군단이 새로 도착한 행정 부대를 훈련하고, 사단의 탄약 사용을 통제하며, 바이외 주변의 교통 혼잡을 완화할 수 있게 했다. 영국 제2군은 이 관행에 묵인하며 FMA를 지중해에서 사용되던 원래 명칭인 야전 유지 센터(FMC)라고 부르라는 명령을 내렸다. 이후 제2군은 군 도로 기지에 물자를 비축하고, FMC는 군단에 맡겼다. FMC는 군단 자원을 활용해 운영되었으며, 각각 두 개의 DID, 연료 창고, 운송 중대와 군단 병력 혼성 중대에서 차출된 두 개의 RASC 혼성 소대로 구성되었다. 가능한 경우, 각 FMC에 MPFC가 배치되었다. 때때로 제2군에서 추가 운송 소대가 강화되어야 했다. 이러한 조직은 한 FMC가 운영되는 동안 다른 FMC를 설립할 수 있게 했다. 각 FMC는 이틀분의 식량과 하루분의 유지 보수 물자, 91만 리터(200,000 임페리얼 갤런)의 이틀 또는 삼일분의 연료와 3,600톤(3,500 롱 톤)의 탄약을 보유했다. 보강 센터, 회수 부대, 전차수송중대, 군수 야전 주차장 등 군단 서비스는 FMC 주변에 집중되는 경향이 있었다.
7월 26일까지 675,000명의 인원, 150,000대의 차량, 690,000톤(680,000 롱 톤)의 물자 및 69,000톤의 연료가 하역되었다. 23일분의 물자 예비와 16일분의 연료 예비가 있었으며, 하루분의 연료 공급은 모든 차량이 30마일(48km)을 주행할 수 있는 양으로 계산되었다. 독일의 심층 방어에 직면하여, 영국군은 항공 및 포병 화력에 의존했다. 탐지된 독일 포병 부대는 평균적으로 20톤의 포탄을 보유한 것으로 예상할 수 있었다. 예비 탄약은 5.5인치 중형 포의 경우 5일분에서 17파운더 대전차포의 경우 30일분까지 다양했다. 25파운더 포는 포당 70발로 6일 할당량보다 6발 더 많이 소비했고, 5.5인치 포는 일일 할당량인 포당 50발보다 12발 을 초과 소비했다. 혼잡한 교두보 지역이 루프트바페의 유혹적인 목표가 될 것이라는 우려로 인해 대공 탄약이 과도하게 비축되었다. 이후 대공 탄약의 추가 선적은 취소되었고 다른 종류의 포병 탄약으로 대체되었다. 전차 및 대전차 탄약에 대한 요구도 과대평가되었다. 독일군의 입장에서 영국군은 무한하게 탄약을 공급받는 것처럼 보였으나, 실제로는 그렇지 않았고 이는 굿우드 작전에서 중폭격기가 포병 부대를 보조하는 이유 중 하나였다.

### 멀베리 항구

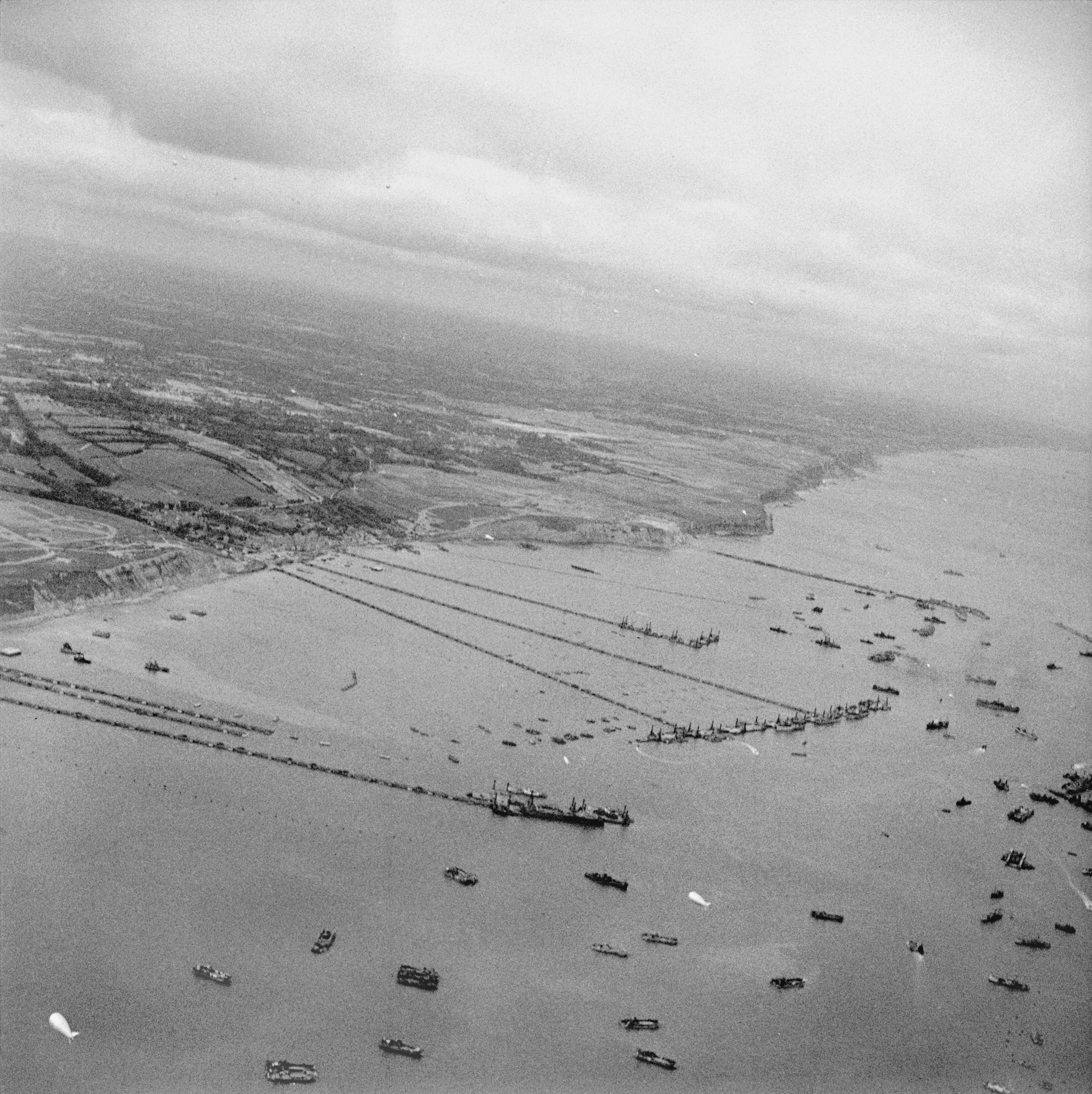
1944년 9월 멀베리 B 인공 항구.

오버로드 작전의 초기 단계에서 주요 항구는 셰르부르를 제외하고는 점령되지 않을 것으로 예상되었다. 셰르부르의 점령에는 3주가 걸릴 것으로 예상되었고, 이 항구는 연합군의 수요를 충족하기에는 충분히 크지 않았다. 주요 항구를 점령할 수 있을 때까지 유지 보수는 날씨에 영향을 받는 열린 해변을 통해 이루어져야 했다. 두 개의 인공 멀베리 항구가 계획되었는데, 멀베리 A는 미국 구역을 위해, 멀베리 B는 영국 구역을 위해 설계되었다. 1942년에 작업이 시작되었고, 1943년에 시제품이 테스트되었다. 멀베리 A는 하루 5,100톤의 용량을, 멀베리 B는 하루 7,100톤의 용량을 가지게 될 예정이었다. 각 항구는 매일 1,200대의 선박을 처리하고 소형 선박을 위한 피난처를 제공할 예정이었다.
멀베리 방파제는 블록쉽, 피닉스 방파제로 알려진 콘크리트 상자, 그리고 봄바르돈 방파제로 알려진 부유 방파제로 구성되었다. 이들의 건설에는 수만 톤의 강철이 소모되었으며 비용은 2,500만 파운드였다. 각 항구는 세 개의 부두, 바지선 부두와 전차상륙정 부두, 각각 하나의 도로와 두 개의 부유 도로가 있는 물자 부두를 가지고 있었다. 1944년에 오버로드 작전이 확장되었을 때, 멀베리 항구를 확장하기에는 너무 늦었기 때문에 각 상륙 해변에 구즈베리로 알려진 추가 소형 선박 피난처가 제공되었다.{sfn|Higham|Knighton|1955|p=373}} 영국 구즈베리는 골드 해변의 아로망슈에 No. 3, 주노 해변의 쿠르셀에 있는 No. 4, 소드 해변의 위스트레함에 있는 No. 5로 배치되었다.
1944년 6월 9일, 골드 해변의 아로망슈 근처에서 멀베리 B 항구의 건설이 시작되었고, 6월 11일에는 해안 방파제 안에서 화물선들이 하역을 시작했다. 첫 번째 화물선은 6월 18일에 물자 부두 도로를 통해 하역을 완료했다. 6월 19일부터 22일까지 영국해협을 가로지르는 40년 만에 최악의 폭풍이 발생했다. 이 폭풍은 24시간 동안 인원과 물자의 하역을 중단시켰고, 멀버리 A를 파괴했으며 멀버리 B에도 심각한 손상을 입혔다. 멀버리 A의 부품들은 회수되어 멀버리 B를 수리하고 완성하는 데 사용되었다. 피닉스 방파제는 안정성을 높이기 위해 모래로 채워졌다. 두 번째 물자 부두 도로는 7월 6일에 개통되었다. 이 시점까지 16척의 화물선이 사용할 수 있도록 설계된 보호 구역에는 7척의 자유선과 23척의 화물선이 사용 중이었다. 멀버리 B는 설계된 일일 용량인 6,100톤을 초과하여 평균 6,874톤을 처리했다. 선박들은 DUKW와 라이노 페리를 통해 하역을 진행했다. 11개의 DUKW 중대 중 10개가 멀버리 B에서 작업을 수행했다. 첫 5일 동안 약 36대의 DUKW가 손실되었다.
폭풍이 발생한 기간을 제외하고는 DUKW는 항구 내에서 매일 안전하게 운행할 수 있었다. 그러나 폭풍으로 인해 6월 18일부터 하루 20척의 전차상륙정을 입항하기로 계획된 전차상륙정 부두는 7월 20일까지 개방되지 않았고, 전차상륙정들은 저조 시 해변에 좌초된 상태에서 하역을 계속해야 했다. 계획 단계에서 전차상륙정의 건조 작업에 대한 영국 해군의 우려는 극복되었지만, 이제 전차상륙정도 건조 작업이 필요해졌으며, 이로 인해 해군 수리 팀의 수용 능력을 초과하는 상당한 손상이 발생하여 전차상륙정의 회전율이 느려졌다.
폭풍으로 인해 6월 29일까지 계획된 39,870톤 대신 19,446톤의 물자만이 멀베리 항구에 하역되었다. 주된 영향은 특히 25파운더와 5.5인치 포에 대한 탄약 부족이었다. 이에 대한 수요가 예상보다 많아졌기 때문이다. 추가 선적에 높은 우선순위가 부여되었으며, 이를 보상하기 위해 연료, 오일 및 윤활유(POL) 선적이 줄어들었다. 6월 20일, 해군은 탄약 운반선이 멀버리 B에 들어가는 것을 허용하기로 동의했지만, 이는 매우 위험하다는 것이 인정되었다. 추가로 10,000톤의 탄약이 7월 27일까지 도착하여 위기를 모면했다.

## 결과
9월 중순까지 연합군은 프랑스와 벨기에 대부분을 해방시켰다. 첫 7주 동안 진격은 예상보다 훨씬 느렸고, 짧은 보급선은 물자 비축의 기회를 제공했다. 그 후, 돌파와 추격이 이어지면서 진격은 예상보다 훨씬 빨랐고, 빠른 진격과 긴 보급선은 심각한 물류 문제를 야기하여 증가하는 독일군의 저항과 함께 연합군의 진격을 교착시키는 위협을 초래했다.
제21집단군의 성공은 주로 물류 덕분이었다. 사막에서 영국군이 개발한 보급체계가 표준 절차가 되었으며, 보급선을 담당하는 참모진과 부대는 "자신들의 특정 임무에서 높은 효율성을 달성"했다. 해변을 통한 군단의 지원과 이를 위해 건설된 인공 항구 멀베리 항구를 통한 지원은 물류적 위업이었다. 또한, 노르망디에서 달성한 성공을 활용하여 프랑스와 벨기에를 빠르게 진격한 것도 그러했다. 이는 거대한 용량과 엄청난 유연성을 가진 물류체 덕분에 가능했다. 아이젠하워는 "어느 군대나 해군도 이렇게 관대하고 훌륭하게 지원받은 적이 없다"고 썼다.
제21집단군의 물류 성과는 인접한 제12집단군의 성과를 능가했는데, 이는 제21집단군이 직면한 도전이 그리 크지 않았기 때문이다. 제21집단군의 보급선은 더 짧았고, 참여한 사단도 적었으며, 제21집단군 예하 부대가 영국해협과 접한 몇몇 항구를 점령헌 반면, 미군을 지원하기로 계획된 브르타뉴 지역의 항구들은 생말로를 제외하고는 점령되지 않았다. 몽고메리는 1944년에 전쟁을 끝낼 수 있을 것이라는 자신감을 유지했지만, 그의 계획대로 일이 진행되지 않아 그의 예측은 틀렸다.

## 참고 문헌
- 21st Army Group (November 1945). 《The Administrative History of the Operations of 21 Army Group on the Continent of Europe 6 June 1944 – 8 May 1945》. Germany: 21st Army Group. OCLC 911257199.
- Boileau, D. W. (1954). 《Supplies and Transport, Volume I》. The Second World War 1939–1945 Army. London: The War Office. OCLC 16642033.
- Buchanan, A. G. B. (1953). 《Works Services and Engineer Stores》. The Second World War 1939–1945 Army. London: The War Office. OCLC 39083450.
- Carter, J. A. H.; Kann, D. N. (1961). 《Maintenance in the Field, Volume II: 1943–1945》. The Second World War 1939–1945 Army. London: The War Office.
- Coles, Harry Lewis; Weinberg, Albert Katz (1964). 《Civil Affairs: Soldiers Become Governors》 (PDF). United States Army in World War II: Special Studies. Office of the Chief of Military History, Department of the Army. 2019년 7월 14일에 확인함.
- Ellis, L. F.;  외. (1962). 《Victory in the West – Volume I: The Battle of Normandy》. History of the Second World War. London: Her Majesty's Stationery Office. OCLC 456511724.
- Ellis, L. F.;  외. (1968). 《Victory in the West – Volume II: The Defeat of Germany》. History of the Second World War. London: Her Majesty's Stationery Office. OCLC 758329926.
- Fernyhough, Alan Henry; Harris, Henry Edward David (1967). 《History of the Royal Army Ordnance Corps, 1920–1945》. London: Royal Army Ordnance Corps. OCLC 493308862.
- French, David (2000). 《Raising Churchill's Army: The British Army and the War against Germany 1919–1945》. Oxford University Press. ISBN 0-19-924630-0.
- French, David (2003). “Invading Europe: The British Army and Its Preparations for the Normandy Campaign, 1942–44”. 《Diplomacy and Statecraft》 14 (2): 271–294. doi:10.1080/09592290412331308891. ISSN 0959-2296. S2CID 162384721.
- Higham, J. B.; Knighton, E. A. (1955). 《Movements》. The Second World War 1939–1945 Army. London: The War Office. OCLC 16642055.
- Kennett, B. M.; Tatman, J. A. (1970). 《Craftsmen of the Army, Volume I, The Story of the Royal Electrical and Mechanical Engineers》. London: Leo Cooper. ISBN 0-85052-043-6. OCLC 792792582.
- Mead, Richard (2015). 《The Men Behind Monty》. Barnsley, Yorkshire: Pen and Sword. ISBN 978-1-47382-716-5. OCLC 922926980.
- Rogers, Joseph; Rogers, David (2012). 《D-Day Beach Force: The Men who Turned Chaos into Order》. Stroud: The History Press. ISBN 978-0-7524-6330-8. OCLC 939815028.
- Roskill, S. W. (1961). 《The War at Sea, Volume III: The Offensive, Part II: 1 June 1944 – 14 August 1945》. London: HMSO. OCLC 916211988.
- Ruppenthal, Roland G (1953). 《Logistical Support of the Armies: May 1941 – September 1944》 (PDF) I. Washington, DC: Office of the Chief of Military History, Department of the Army. OCLC 640653201. 2019년 7월 14일에 확인함.
- Stacey, C. P. (1960). 《The Victory Campaign: The Operations in North-West Europe 1944–1945》 (PDF). Official History of the Canadian Army in the Second World War III. Ottawa: The Queen's Printer and Controller of Stationery. OCLC 317352926. 2021년 4월 25일에 확인함.

### 소규모 항구

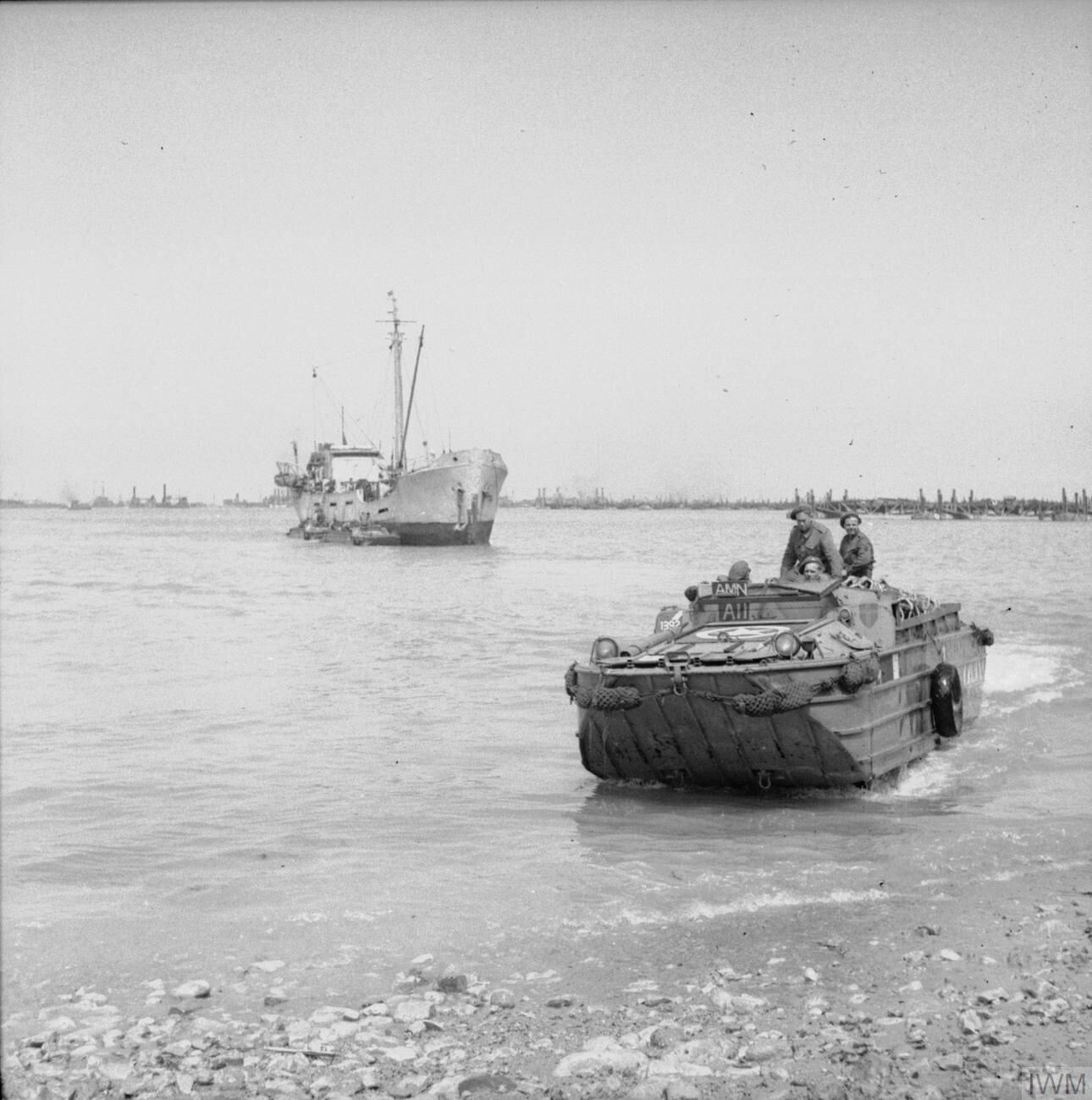
DUKW가 1944년 6월 22일 아로망슈의 해안에 탄약을 가져오고 있다.